# Ходзьокі
Ходзьо́кі　(方丈記, ほうじょうき, «Записки з келії») — пам'ятка японської літератури у жанрі дзуйхіцу 13 століття, періоду Камакура. Складана ченцем Камо но Тьомеєм близько 1212 року в одному сувої. Проткнута буддистською ідеєю непостійності людського буття, сповнена описів життя самітника і природи, яка його оточує. Написана японською абеткою каною та китайськими ієрогліфами.
Являє собою своєрідний щоденник, художньо забарвлений запис подій, свідком яких став його автор - буддійський чернець родовитого походження Камо Чомей. Враховуючи, що він не брав участі в бойових зіткненнях Тайра і Мінамото, "Ходзьокі" вирізняє показана нейтральність викладу, а також унікальний для середньовічних джерел простолюдно-міщанський погляд "знизу" на наслідки політичних катаклізмів "нагорі". Водночас, у самому розпалі війни Мінамото й Тайра Камо Наґаакіра (Камо но Тьомей) ще не був монахом, обіймав посаду придворного поета при імператорському дворі, тому, будучи особисто знайомий з багатьма політиками, державниками, чиновниками і полководцями з числа безпосередніх учасників подій, мав достатньо інформації для того, щоб давати самостійні виважені оцінки діям еліти в кризові часи внутрішніх смут і війн доби диктатури Тайра. Розчарований у кривавому хаосі навколишнього світу, Камо но Тьомей прийняв у 1203 році постриження, й тим самим убезпечив себе від необхідності підлаштовуватися під офіційну точку зору влади на події. Це робить його записки особливо цінними для істориків.
Поряд із «Записками у подушки» Сей Сьонаґон і «Записками від нудьги» вважається шедевром японської літератури жанру дзуйхіцу.